# John Neville, 4th Baron Latimer
John Neville, 4th Baron Latimer, död 1577, var en engelsk adelsman. Han var styvson till drottning Katarina Parr. Han gynnades efter sin styvmors giftermål med kungen 1543. Han deltog i skövlingen av Edinburgh 1544. Hon fängslades 1553 åtalad för misshandel av en tjänare. 